# Placospongia
Placospongia é um gênero de esponja marinha da família Placospongiidae.

## Espécies
- Placospongia anthosigma (Tanita e Hoshino, 1989)
- Placospongia carinata (Bowerbank, 1858)
- Placospongia cristata Boury-Esnault, 1973
- Placospongia decorticans (Hanitsch, 1895)
- Placospongia intermedia Sollas, 1888
- Placospongia melobesioides Gray, 1867
- Placospongia mixta Thiele, 1900